# 施京明
施京明（1956年7月8日—），男，北京人，中国大陆演员，江苏人民艺术剧院话剧演员。

## 主要作品
- 《向前,向前!》饰 徐向前
- 《淮阴侯韩信》饰 张良
- 《漂亮妈妈》饰 方子品
- 《絕對權力》饰 周善本
- 《国门英雄》饰 魏庭坚
- 《巾幗大將軍》饰 宇文述
- 《芈月传》饰 商鞅
- 《湄公河大案》饰 郝部长
- 《产科医生》饰 曲晋明
- 《破晓》饰 田守城
- 《归去来》饰 何晏
- 《最后一张签证》饰 王参事
- 《奔腾岁月》饰 陆永年
- 《渴望生活》